# Limnophora opacifrons
Limnophora opacifrons este o specie de muște din genul Limnophora, familia Muscidae, descrisă de Malloch în anul 1924. Conform Catalogue of Life specia Limnophora opacifrons nu are subspecii cunoscute.